# Cistugo lesueuri
Cistugo lesueuri es una especie de murciélago de la familia Vespertilionidae.

## Distribución geográfica
Se encuentra en Sudáfrica y Lesoto.